# Celeste Caeiro
Celeste Martins Caeiro conosciuta anche come Celeste dos cravos (Celeste dei garofani) (Lisbona, 2 maggio 1933 – Leiria, 15 novembre 2024) è stata un'operaia portoghese, conosciuta come la donna che il 25 aprile 1974 distribuì garofani rossi ai militari coinvolti nel colpo di Stato per rovesciare il regime dittatoriale portoghese guidato da Marcello Caetano, rivoluzione che per questo divenne nota come la Rivoluzione dei garofani.

## Biografia
Di madre spagnola, era la più giovane di tre fratelli; il padre, di cui si sa poco, abbandonò presto la famiglia. Ha una figlia
Nel 1974 viveva con la madre e la figlia in una stanza in affitto al Chiado e lavorava nel magazzino di un ristorante, il Sir (su Rua Braamcamp a Lisbona). Il ristorante era stato inaugurato il 25 aprile 1973 con la nuova formula del self-service e nel giorno della rivoluzione festeggiava il primo anniversario. La direzione aveva progettato di offrire un omaggio ai clienti: fiori per le signore e del porto per i signori. Tuttavia, a causa del colpo di Stato, quel giorno il ristorante non aprì e il proprietario, invitando lo staff a tornare a casa, distribuì a ciascuno un mazzetto dei garofani rossi e bianchi che avrebbero dovuto essere offerti alle clienti.
Celeste, tornando a casa, dopo aver preso la metropolitana per Rossio, arrivò verso le nove del mattino al Chiado, dove incontrò i carri armati dei rivoluzionari. Avvicinandosi a uno dei  carri armati, chiese cosa stava succedendo, ed un soldato spiegò: "Stiamo andando a Carmo per fermare Marcelo Caetano. Questa è una rivoluzione!". Il soldato le chiese una sigaretta, ma la donna non ne aveva; avrebbe voluto comprargliene qualcuna, ma i negozi erano ancora tutti chiusi. Così gli regalò le uniche cose che aveva con sé, i garofani, dicendo "Se vuoi prenderlo, ho solo un garofano da offrire". Il soldato accettò e mise il fiore nella canna del fucile. Celeste distribuì i garofani anche agli altri soldati che incontrava, dal Chiado fino ai piedi della Chiesa dei Martiri.
A seguito del suo gesto, Celeste fu soprannominata Celeste dos cravos (Celeste dei garofani), e i garofani rossi divennero il simbolo della rivoluzione chiamata la Rivoluzione dei garofani.
Nel 1988 Celeste perse la sua abitazione nel grande incendio che interessò il quartiere Chiado.
Nel 1999 la poetessa Rosa Guerreiro Dias le dedicò la poesia Celeste em Flor (Fiore Celestiale).
Viveva con una pensione di 370 euro in una piccola casa a pochi metri dall'Avenida da Liberdade. È morta il 15 novembre 2024 all'età di 91 anni presso l'ospedale di Leiria.